# Age of Wonders 4
Age of Wonders 4 (укр. Ера Чудес 4) — відеогра 2023 року у жанрі глобальної покрокової стратегії, розроблена нідерландською компанією Triumph Studios та видана Paradox Interactive для Microsoft Windows, PlayStation 5, Xbox Series X/S. Шоста гра в серії Age of Wonders, наступна після Age of Wonders: Planetfall.

## Ігровий процес
Age of Wonders 4 — це покрокова стратегія у всесвіті епічного фентезі. Ігровий процес базується на 4X (досліджуй, розширюй, експлуатуй та винищуй). У грі немає головних ігрових героїв як таких, для кожної з місій гравець може вибирати нового персонажа зі списку доступних і знову налаштовувати на свій вибір. Загалом представлено 19 рас-фракцій, від класичних для жанру до вельми химерних. Крім того, гравець має повну свободу в налаштуванні підконтрольної фракції — у грі немає жорсткого поділу світоглядів «добро/зло», а багато параметрів можна змінити і під час гри. Захоплення і приєднання нових територій може відбуватися як мирним шляхом, наприклад, за допомогою дипломатії, так і військовим. Навіть якщо гравець прагне пройти всю місію без застосування сили, ближче до її фіналу бойові зіткнення стають неминучими, зазвичай формуються два протиборчі блоки. Одним із важливих елементів геймплею є вивчення магічних книг, що дає доступ до використання нових заклинань.

## Випуск
Гра була анонсована 19 січня 2023 року для PlayStation 5, Microsoft Windows та Xbox Series X/S, реліз відбудеться у травні 2023 року.

## Огляди
| Агрегатор  | Оцінка |
| ---------- | ------ |
| Metacritic | 83/100 |

| Видання        | Оцінка |
| -------------- | ------ |
| IGN            | 8/10   |
| PC Gamer (США) | 87/100 |
| PCGamesN       | 9/10   |

Age of Wonders 4 отримала позитивний відгук після релізу. Редактор з видання PCGamesN вважає: «Це, безсумнівно, найкраща 4X-гра, в яку я грав за останні роки, що пропонує першокласні дослідження, бої та дипломатію, а також корисну і динамічну систему кастомізації». Алексіс Онґ з Polygon каже: «Age of Wonders 4 — це хороша забавка, що поєднує в собі знайомі мені речі, які я люблю». Фрейзер Браун, журналіст з PC Gamer, висловився про гру як «смачною та винахідливою 4X».
Менш ніж за тиждень гра розійшлася накладом 250 000 копій.